# Episema obliterata
Episema obliterata är en fjärilsart som beskrevs av Turati 1923. Episema obliterata ingår i släktet Episema och familjen nattflyn. Inga underarter finns listade i Catalogue of Life.